# Bruno Taut
Bruno Taut (Koningsbergen, 4 mei 1880 – Istanbul, 24 december 1938) was een Duits architect, stedenbouwkundige en publicist werkzaam tijdens de Weimarrepubliek.

## Biografie

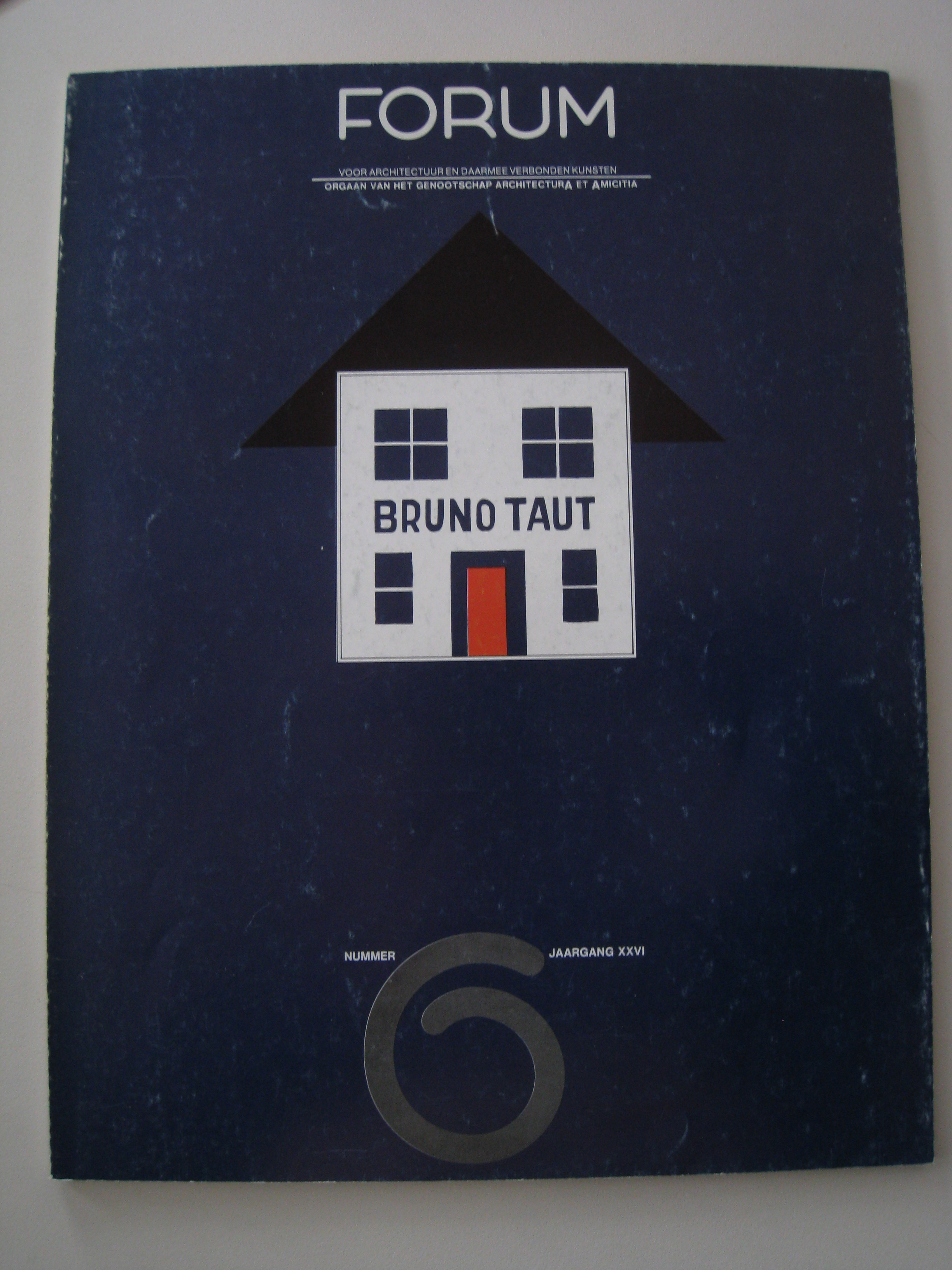
Titelpagina Forum, jaargang XXVI, 1975

Taut volgde een opleiding tot architect aan de school voor bouwnijverheid in Koningsbergen. In 1902 verhuisde hij naar Berlijn waar hij ging werken bij Jugendstilarchitect Bruno Möhring, die naar Weens voorbeeld (Otto Wagner) onder andere de Hochbahn ontwierp en bouwde. Tussen 1904 en 1908 werkte hij in Stuttgart bij professor Theodor Fischer, de leidende architect van de traditionalistische Zuid-Duitse school. Taut kreeg er de kans zijn eerste zelfstandig werk te maken, waarbij de verzelfstandiging van de kleurtoepassing opvalt. Vervolgens keerde hij terug naar Berlijn om er aan de Technische Hogeschool te Charlottenburg kunstgeschiedenis en stedenbouw te studeren.
In 1907 ontwierp Taut een eenvoudig turbinehuis voor Peter Harkort & Sohn GmbH. Vanaf 1908 leidde hij een eigen bureau als architect. Hij ontwierp een aantal woongebouwen, die sterk waren beïnvloed door Otto Wagner. Een bekend werk is het palazzoachtige wooncomplex (Siedlung) Kottbuserdam met sterk geprofileerde gevels en het perspectivisch toepassen van kleurtonen en schaduwen. Zijn oudere collega Hermann Muthesius stelde hem voor om een studiereis te ondernemen naar Engeland om aldaar de tuinsteden te bestuderen. Muthesius stelt Taut ook voor aan Walter Gropius, een van de leidende figuren van de Deutscher Werkbund.
Na de Eerste Wereldoorlog trachtte Taut de Novemberrevolutie uit te breiden tot het kunstendomein, In de Gläserne Kette, de door hem geïnitieerde briefwisseling met gelijkgestemde architecten, riep hij op tot het slechten van de huidige fundamenten van de architectuur en de verdwijning van de persoonlijkheid van de kunstenaar.
In 1919 publiceerde Taut een manifest waarin hij pleitte voor gebruik van kleur in de bouw. Tussen 1921 en 1924 bekleedde hij de functie van stadsarchitect in Maagdenburg, waar hij in zijn ontwerpen kleur als zelfstandig element benadrukte. Tussen 1924 en 1931 was hij hoofdarchitect van de Berlijnse particuliere onroerendgoedbedrijf GEHAG en bouwde in die periode twaalfduizend woningen. Met zijn team werkte hij verschillende wooncomplexen (Gross-Siedlungen) uit waaronder de Hufeisensiedlung (Hoefijzernederzetting) in Berlijn-Britz.
Vanaf 1930 was Taut werkzaam als hoogleraar Stedenbouw aan de Technische Hogeschool in Berlijn-Charlottenburg. In 1932 kreeg hij een opdracht in Moskou voor de inrichting van een kantoor voor het stadsbestuur. In 1933 keerde hij ontgoocheld terug naar Berlijn. Door de nazi's werd Taut voor 'cultuurbolsjewiek' uitgemaakt en zijn hoogleraarschap werd hem afgenomen. Hij vluchtte naar Zwitserland en vestigde zich vervolgens in Takasaki (Japan). Hij schreef hier drie boeken over de Japanse architectuur. In 1936 bood Turkije Taut een functie als hoogleraar architectuur aan de Academie voor Schone Kunsten in Istanboel aan. Taut nam de baan aan en was daarnaast in Turkije als architect werkzaam. In Turkije ontwierp hij onder meer zijn eigen woning in Istanboel, en scholen in Ankara en Trabzon. Hij overleed in 1938 op 58-jarige leeftijd te Istanboel aan een astma-aanval. Vlak voor zijn dood ontwierp hij de katafalk van Atatürk. Als eerste niet-moslim werd hij begraven in de begraafplaats voor martelaren in Edirnekapı.

## Visie
Kenmerkend voor Bruno Taut is zijn visie op architectuur, die vaak verschilde van die van zijn tijdsgenoten. Ten eerste was hij groot voorstander van het gebruik van kleur. Dit staat haaks op de witte, uniforme gebouwen van bekende modernisten zoals Le Corbusier en Walter Gropius. Door woningen allemaal een eigen kleur te geven, was Taut van mening, werden zij tot individuen gedoopt, terwijl ze ook duidelijk deel uitmaakten van één geheel: iedere woning in een blok of wijk was immers gekleurd. Wat ook terugkomt door Tauts kleurgebruik, is een referentie naar het verleden. De lokale volksarchitectuur bestond namelijk ook uit gekleurde huizen. Deze toepassing van het verleden is tevens een onderwerp waarin Taut zich onderscheidt van andere avant-gardisten. Tijdsgenoten zoals Theo van Doesburg riepen op tot een complete breuk met het "bruine" verleden, terwijl Taut hier een ode aan brengt. Voor hem was een herinterpretatie van de geschiedenis van groot belang.
De rode draad in Tauts visie, is harmonie. Zijn werken en denken is dan ook in tweevoud te verdelen: enerzijds was hij kunstenaar; iemand die grote waarde hechtte aan individualiteit en vrijheid. Anderzijds was hij man van het volk, hij hield sterk vast aan het idee dat de architectuur haar bewoners moet dienen. In plaats van Existenzminimum (het wonen met zo min mogelijk middelen), geloofde Taut in Existenzmaximum: mensenlevens moesten verruimd worden door hun leefomgeving.
Taut staat bekend als utopist, een benaming die samengaat met zijn maatschappelijke verantwoordelijkheidsgevoel. Hij is op zijn idealistische hoogtepunt met zijn drie boeken Alpinenarchitektur (1919), Die Stadtkrone (1919) en Die Auflösung der Städte (1920). In deze teksten schetst Taut de ideale samenleving. Hij deelde zijn utopische dromen tevens met gelijkgestemden. Zo was hij enige tijd voorzitter van de Arbeitsrat für Kunst, een vakbond die jonge Berlijnse architecten bereikte met een utopische, socialistische visie. Daarnaast correspondeerde hij met de Gläserne Kette, een groep architecten waar onder anderen Max Taut en Walter Gropius bij hoorden. Zij deelden hun "post-apocalyptische fantasieën" met elkaar middels brieven. De leden van de Kette voegden ook toe aan het tijdschrift Frühlicht, dat door Bruno Taut was opgericht.
Tauts visie van de ideale samenleving bleef niet enkel op papier, maar had ook een materiële dimensie. Glas en kristal waren in zijn ogen van grote symbolische waarde. Kristal stond voor een verbintenis tussen het door de mens gemaakte en het natuurlijke. Glas stond voor de band tussen het spirituele (Geist) en de mens (Volk). In Die Stadtkrone fantaseert Taut over een internationaal broederschap, waaraan hij uiting geeft middels glazen en kristallen architectuur. Zoals net genoemd, is de maatschappij zoals die in Die Stadtkrone geïllustreerd op papier gebleven, maar Taut heeft ook een idee over glazen architectuur gerealiseerd met het Glashaus, of 'Glaspaleis', het niet-functionele huis dat tentoongesteld werd op de Deutscher Werkbund-tentoonstelling van 1914 in Keulen.
Toen Taut in 1933 uit Duitsland vluchtte, spendeerde hij drie jaar in Japan en de laatste twee jaar van zijn leven in Turkije. Hier besteedde hij een groot aandeel van zijn tijd aan het bestuderen van de problemen van de moderniteit buiten Europa. Hij heeft de laatste jaren van zijn leven veel geschreven over deze landen.

## Galerij

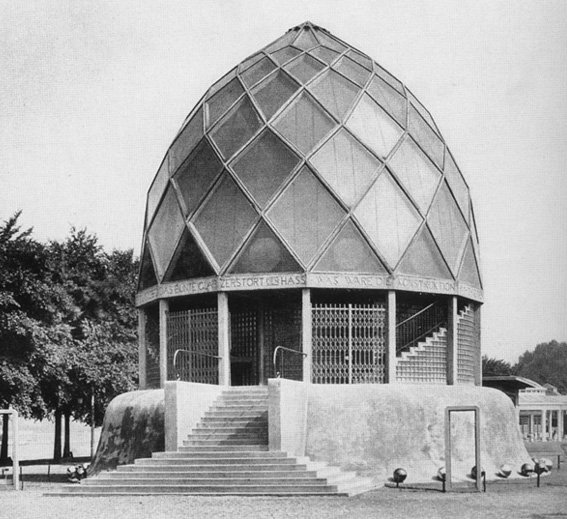
Glaspaleis
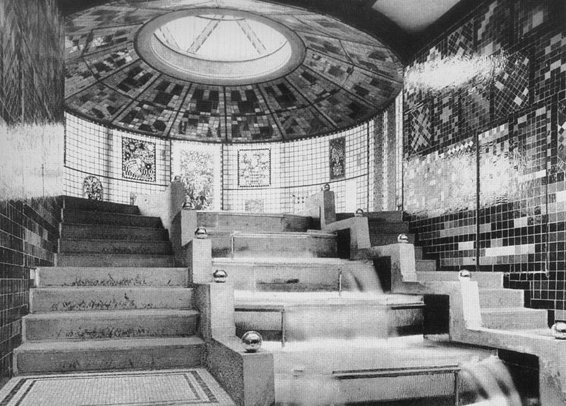
Interieur van het Glaspaleis
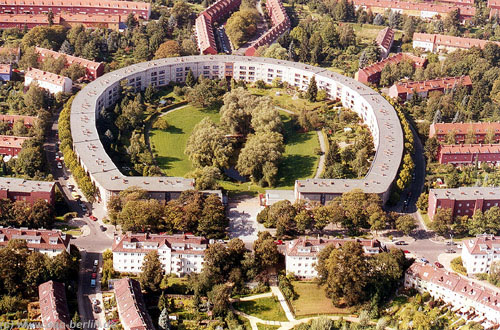
Luchtfoto van de Hufeisensiedlung
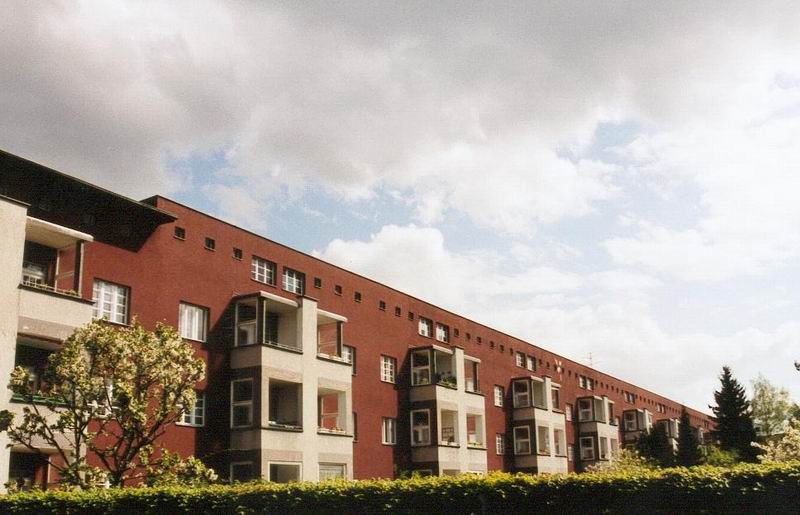
Voorgevel Hufeisensiedlung
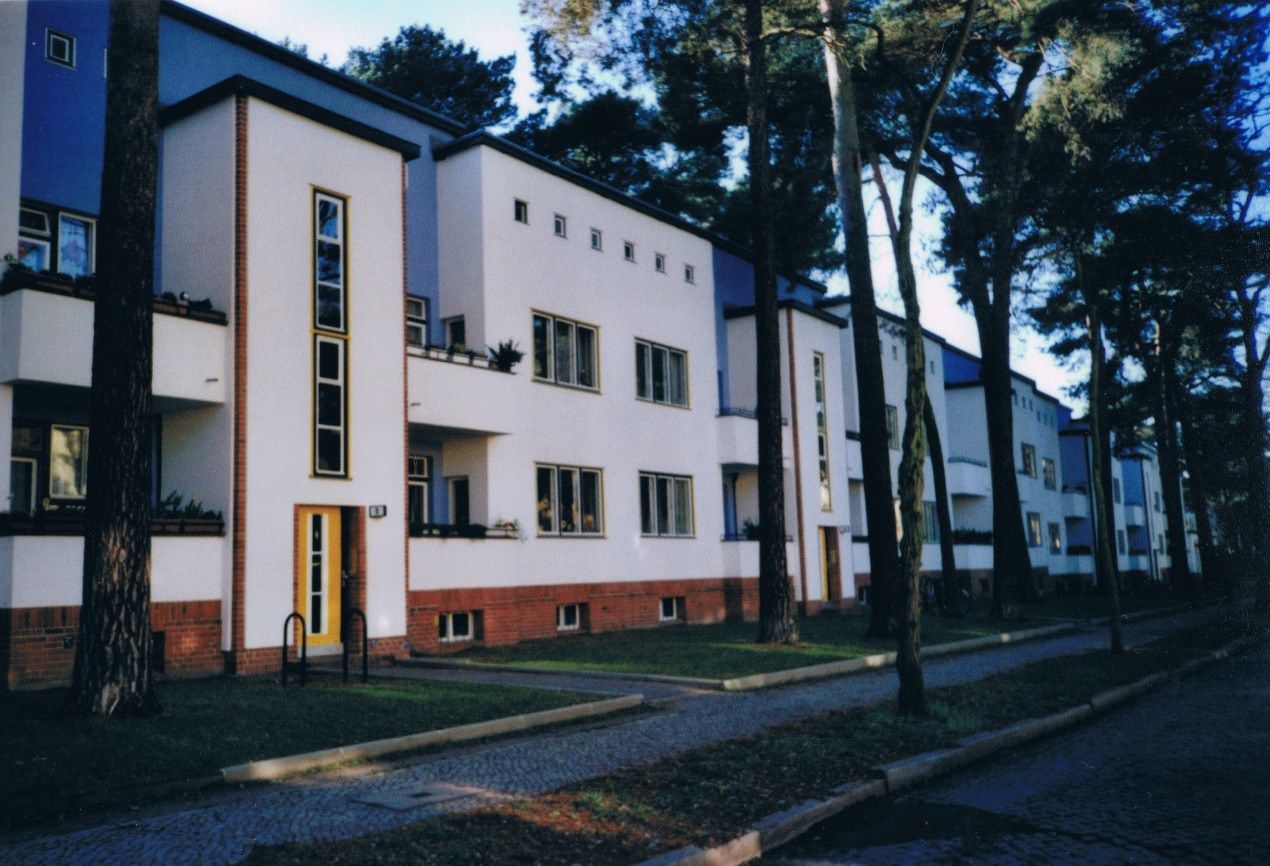
Onkel Toms Hütte